# Rape Me
„Rape Me“(v překladu „Znásilni mě“) je píseň americké grungeové skupiny Nirvana, jejímž autorem je Kurt Cobain. Vyšla na stejnojmenném singlu roku 1994 k albu In Utero.
Cobain skladbu napsal v březnu 1991 v Los Angeles – tedy již v době, kdy bylo připraveno k vydání druhé album kapely Nevermind. Na box setu With the Lights Out z roku 2004 se nahrávka objevila v raritní akustické demo verzi. Podle Michaela Azzerada je píseň protestem proti MTV, která využívá hudbu jenom pro peníze. Takový závěr trochu podporuje koncert MTV Unplugged, ve kterém se Kurt ptal fanoušků o písničku na přání. Někdo zvolal „Rape Me“ a Kurt řekl, že si není jistý jestli by je to MTV nechala zahrát. Rovněž při předávání cen MTV Kurt začal hrát Rape Me, načež musel zahrát Lithium